# Kaypro Robie
Kaypro Robie (Robie) је професионални рачунар фирме Kaypro који је почео да се производи у САД током 1984. године.
Користио је Z80A микропроцесорску јединицу а RAM меморија рачунара је имала капацитет од 64  ?. 
Као оперативни систем кориштен је CP/M.

## Детаљни подаци
Детаљнији подаци о рачунару Robie су дати у табели испод.
|                       |                                                                                         |
| [ 1 ]                 |                                                                                         |
| Произвођач            |                                                                                         |
| Тип                   | професионални рачунар                                                                   |
| Меморија              | 64 ?                                                                                    |
| Поријекло             | Сједињене Америчке Државе                                                               |
| Година                | 1984                                                                                    |
| Тастатура             | тастатура са пуним помаком тастера                                                      |
| Процесор              |                                                                                         |
| Фреквенција процесора | 4                                                                                       |
| RAM                   | 64 ?                                                                                    |
| ROM                   | 4 ?                                                                                     |
| Текст                 | 80 x 24                                                                                 |
| Графика               | виртуелна 160 x 100 кориштењем графичких знакова + посебна, стварна графичка резолуција |
| Боја                  | монохроматски                                                                           |
| Звук                  | мали звучник                                                                            |
| Димензије             | 31,8 x 30,5 x 30,5                                                                      |
| Портови               |                                                                                         |
| Оперативни систем     |                                                                                         |